# Argentína az 1920. évi nyári olimpiai játékokon
Argentína a belgiumi Antwerpenben megrendezett 1920. évi nyári olimpiai játékok egyik részt vevő nemzete volt. Az országot az olimpián 1 sportágban 1 sportoló képviselte, aki érmet nem szerzett.

## Ökölvívás
| Versenyző       | Versenyszám | Selejtező              | Nyolcaddöntő      | Negyeddöntő       | Elődöntő          | Döntő             | Helyezés |
| Versenyző       | Versenyszám | Ellenfél Eredmény      | Ellenfél Eredmény | Ellenfél Eredmény | Ellenfél Eredmény | Ellenfél Eredmény | Helyezés |
| --------------- | ----------- | ---------------------- | ----------------- | ----------------- | ----------------- | ----------------- | -------- |
| Ángel Rodríguez | Pehelysúly  | Arthur Olsen (NOR) · V | kiesett           | kiesett           | kiesett           | kiesett           | 16.      |